# Carlos Galambas
Carlos Galambas (nascido em Díli, Timor-Leste, a 17 de Fevereiro de 1973) é um ex-jogador de Andebol Português.Começou a sua carreira em Mafra, no Clube Desportivo local em 1986, colocando um ponto final na carreira 25 anos depois, em 2011. Pelo meio, passou por clubes prestigiados do andebol português, como Belenenses, ABC Braga, Madeira SAD e Sporting CP, seu clube do coração.
Na seleção nacional portuguesa de andebol Carlos Galambas disputou 216 jogos. Durante a sua carreira somou diversos títulos: Oito campeonatos nacionais, Sete Taças de Portugal e Seis supertaças, disputando ainda 103 jogos em competições internacionais de clubes.